# Kepler-8
Kepler-8 — звезда в созвездии Лиры на расстоянии около 4338 световых лет от нас. Вокруг звезды обращается, как минимум, одна планета.

## Характеристики
Звезда получила своё наименование в честь космического телескопа Кеплер, открывшего у неё планетарный компаньон. Она представляет собой жёлто-белый субгигант с массой и диаметром, равными 1,213 и 1,486 солнечных соответственно. Возраст Kepler-8 равен 3,84±1,5 миллиардов лет.

## Планетная система
В 2010 году группой астрономов, работающих в рамках программы Kepler, было объявлено об открытии планеты Kepler-8 b в данной системе. Это так называемый горячий юпитер, обращающийся очень близко к родительской звезде по круговой орбите. По размерам планета превосходит Юпитер в 1,419 раза, однако её масса составляет всего лишь 0,603 юпитерианской.